# 함열역
 함열역(Hamyeol station, 咸悅驛)은 전북특별자치도 익산시 함열읍 와리에 위치한 호남선의 역이다. 호남선 무궁화호가 20회 (상행 11회,하행 9회)정차한다.

## 역사
- 1912년 3월 6일 : 보통역으로 영업 개시[1]
- 1912년 10월 1일 : 화물 및 소화물취급 개시[2]
- 1975년 10월 29일 : 역사 신축 착공
- 1975년 12월 30일 : 현재의 역사 준공
- 1991년 9월 1일 : 소화물 취급 중지[3]
- 2007년 11월 1일 : 화물 취급 중지[4]
- 2016년 12월 9일 : 하루 1회 왕복 운행했던 장항선 무궁화호 열차가 이 역에 운행하지 않게 됨 및 누리로 운행개시
- 2020년 3월 1일 : 누리로 운행 종료
- 2020년 3월 2일 : 태백선 누리로 운행으로 호남선 1421, 1424, 1425,1426열차는 무궁화호로 변경 운행 개시

## 역 구조
승강장은 2면 4선의 쌍섬식 승강장으로 운용된다.

### 승강장
| ↑ 강경          |
| ４３ \| ２１ \| |
| 익산            |

| 1 · 2 | 호남선 | 광주 · 목포 · 여수엑스포 · 장항 방면           |
| 3 · 4 | 호남선 | 용산 · 영등포 · 안양 · 수원 · 평택 · 천안 방면 |

하행 열차는 타 역처럼 본선인 2번 승강장에 정차하지만 상행 열차는 보통 대피선인 4번 승강장에 많이 정차한다. 왜냐하면 3번 승강장에 정차하면 건널목을 가로막기 때문이다.

## 인접한 역
| 호남선                   | 호남선               | 호남선                                |
| ------------------------ | -------------------- | ------------------------------------- |
| 강경 용산 방면 용산 방면 | 무궁화 호남선 전라선 | 익산 목포 · 광주 방면 여수엑스포 방면 |